# Tradescantia mirandae
Tradescantia mirandae är en himmelsblomsväxtart som beskrevs av Eizi Matuda. Tradescantia mirandae ingår i släktet båtblommor, och familjen himmelsblomsväxter. Inga underarter finns listade.